# Euller
Euller Elias de Carvalho (vzdevek Euller), brazilski nogometaš, * 15. marec 1971, Felixlândia, Brazilija.
Za brazilsko reprezentanco je odigral 6 uradnih tekem in dosegel tri gole.